# Microsciurus santanderensis
Microsciurus santanderensis is een zoogdier uit de familie van de eekhoorns (Sciuridae). De wetenschappelijke naam van de soort werd voor het eerst geldig gepubliceerd door Hernandez-Camacho in 1957.

## Voorkomen
De soort komt voor in Colombia.